# By Hook or Crook (film)
By Hook or Crook er en amerikansk stumfilm fra 1918 af Dell Henderson.

## Medvirkende
- Carlyle Blackwell som Frederic Pritchard
- Evelyn Greeley som Gloria Nevins
- Jack Drumier som Frederic Pritchard Sr.
- Frank Doane som Smithson
- Jennie Ellison som Mrs. Pritchard